# Маскавская Мекка
«Маска́вская Ме́кка» — роман российского писателя Андрея Волоса. «Маскавская Мекка» попала в лонг-лист Букеровской премии 2004 года. Роман — фантастический, гротескный, сатирический и внешне резко отличается от предшествующего (реалистического) творчества Волоса.

## Сюжет и Россия будущего
«Маскавская Мекка» — это роман-антиутопия или лирическая социальная притча, предлагающий два возможных сценария будущего России и, соответственно, две сюжетные линии. Одна из них разворачивается в двадцатимиллионном мегаполисе Маскав («Москва» в таджикской транскрипции), где футуристическая роскошь соседствует с нищетой 1990-х годов. Маскав — автономное государство, участник большей по размерам федерации, управляемое меджлисом, чрезвычайно развитое технически. Население Маскава чрезвычайно пестро в этническом и религиозном плане; в нём наиболее многочисленны славяне и выходцы из мусульманских стран. Здесь произошёл «синтез мусульманской и европейско-христианской культур в технически крайне усовершенствованном мире», мусульманский полумесяц возвышается над Новодевичьим монастырем, «вот эта длинная стрела, пересекающая центральную часть Маскава, — это проспект Слияния… Левее купол храма Христа Спасителя, рядом купол мечети Праведников… А острый свет, уходящий в небо, — это игла минарета Напрасных жертв». Однако, как указывает сам автор, проблемы возникают не на национальной, а на социальной почве. Маскав перенёс бурные потрясения, которые привели к «Слиянию», установлению режима веротерпимости. В городе действуют православная казачья и мамелюкская милиции. Роскошный центр города («Рабад-центр», по арабски «рабад» — «пригород», «слобода») накрыт огромным куполом, под которым всегда сияет искусственное солнце. Запущенные окраины Маскава населены низшими слоями населения. Беднота не может позволить себе «беби-мед» (без которого нельзя родить ребёнка), потребляет легальный наркотик «корк». Некоторые жители Маскава добиваются разрешения на поездку в Гумкрай.
Вторая сюжетная линия происходит в Голопольске, районном центре Гумкрая (Гумунистического края), погружённом в атмосферу 1950-1970-х годов с партийным («гумратийным») управлением, разрухой, идеологическим диктатом, бесчеловечными лагерями. Гумкрай — деревенская страна с русским населением. Роль главного идеологического символа в Гумкрае играет памятник Ленину, который местные жители называют «Виталин». Заботы партийного функционера Твердуниной сосредоточены вокруг вопросов хозяйства (удои, урожаи), идеологии (строительство мавзолея для разрушившегося памятника Виталину), мобилизации для помощи революционерам Маскава.
Гумунизм (коммунизм/гуманизм) в романе Волоса приобретает мистический колорит: повышение гумкраевцев по партийной линии сопровождается обрядом, проведением по «директиве Ч-тринадцать»: каждого назначенца сначала убивают, а потом погружают в болото, откуда убиенный рождается заново, после функционера поят кровью петуха.
Обе сюжетные линии содержат любовные истории. В Маскаве бывший физик, безработный Найденов, случайно находит билет на «кисмет-лотерею» («кисмет» по-тюркски «судьба») и отправляется на розыгрыш в отель «Маскавская Мекка», чтобы вырвать свою семью из нищеты. Участник кисмет-лотереи может выиграть огромные деньги, а может и проиграть, но расплачиваться в этом случае ему придется частями собственного тела или жизнью. Жена Найдёнова Настя, предчувствуя дурное развитие событий, обращается за помощью к их общему другу, Сергею, влюблённому в неё. Сергей — олигарх, тайно спонсирующий леворадикальное движение, гибнет во время начавшихся антиправительственных беспорядков, которые однако спасают проигравшегося на лотерее Найденова. Найденову удаётся с помощью Насти вырваться из отельной тюрьмы — зиндана, они теряются при попытке бежать в Гумкрай.
Любовный треугольник есть также во второй сюжетной линии. Страсть вспыхивает между вторым секретарём обкома Мурашиным и гумратийной функционером Твердуниной, но заканчивается тем, что угрожающий скандалом первый секретарь обкома Кандыба склоняет Твердунину к близости.

## Персонажи

### Маскав
- Андрей Найденов — безработный физик;
- Настя — жена Найденова;
- Сергей Кримпсон-Худоназаров — олигарх, однокурсник Найденова;
- Денис — пилот ситикоптера Сергея;
- Зарац — лидер леворадикального движения;
- Бабец, Фитиль, Фаридка — участники разгрома «Рабад-центра»;
- Цезарь Топоруков — организатор кисмет-лотереи, бывший карманник;
- Сандро Габуния — бывший компаньон Топорукова;
- Семён Клапшток — тележурналист;
- Балабуга — генерал мамелюкской милиции.

### Голопольск
- Александра Твердунина — ратийный функционер;
- Игнатий Твердунин — её муж;
- Витюша — водитель Твердуниной;
- Николай Мурашин — второй секретарь обкома;
- Петя — его водитель;
- Глинозубов — председатель колхоза «Зоря гумунизма»;
- Кандыба — первый секретарь обкома;
- Клопенко — глава районного УКГУ (органы госбезопасности);
- Горюнов — капитан милиции, начальник лагеря;
- Евсей Евсеевич Емельянченко — архитектор;
- Олег Митрофанович Бондарь — начальник строительного управления;
- Глючанинов — генерал;
- Петраков — начальник мехколонны;
- Савелий Трифонович Горюнов — учитель физики, отец Горюнова;
- Кирьян Попонов — плотник;
- Коля Евграфов — маляр.

## Критика
По мнению критика Ильи Кукулина, «сюжет в некоторых отношениях совершенно уникален: это художественная (а не декларативная) реализация конфликта, который складывался на протяжении 1990-х годов в постсоветской прозе… Этот конфликт — восприятие советской и постсоветской истории в качестве двух несовместимых и борющихся кошмаров… Волос не только антиутопичен, но и принципиально пессимистичен: советская история вызывает у него такую же иронию, как у Войновича и Аксенова, а постсоветскую ситуацию он воспринимает почти с таким же ужасом, как Проханов». Критик обращает внимание, что роман, как обычно для жанра антиутопии, насыщен неологизмами разного происхождения (английского, арабского, тюркского).
По мнению критика Татьяны Терновой, «в тексте Волоса предлагается социально-историческая интерпретация апокалипсиса. Согласно концепции его книги, расплата за грехи, трактуемые как социально-исторические ошибки человечества, уже наступила, и осуществляется эта расплата именно в пределах реальности».
По мнению критика Бориса Ланина, «Маскавская Мекка» — «самый неудачный роман Волоса… Андрею Волосу, обычно кропотливо выписывающему детали, здесь недостает точности, достоверности и чувства юмора».